# Ioniță Tunsu
Ioniță Tunsu (n. anii 1800, Optași, Olt, România – d. august 1832, București, Țara Românească) zis și Tunsu, Răspopitul, Paracliserul a fost paracliser și, apoi, haiduc romăn.  A fost paracliser la Biserica Sfinții Voievozi de pe Calea Griviței și locuia chiar în curtea bisericii.

## Biografie

### Caracterizare
„Un om voinic, frumos, cu știință de carte și cu o voce foarte plăcută, iar episcopul Ilarion al Argeșului, care-l prețuia, își pusese gând să-l roage pe mitropolit să-l facă diacon și chiar să-l investească în haina preoției", scria George Potra în Bucureștii de altădată.

### Din paracliser haiduc
La un moment dat s-a răzgândit (este neclar din ce motive) în privința ocupației sale și a refuzat să mai toarne ulei în candele. Și-a tuns părul și a plecat în pădurea Strehareț din Olt să haiducească. Și-a strâns repede o ceată. A plecat spre Craiova, la început ceata sa a fost unită cu cea a lui Amza Scorțan prin împrejurimile Craiovei, apoi cu cea a lui Anghel Panait înapoi în Olt.

### Pandur
Devine pandur în armata lui Tudor Vladimirescu în 1821 și ajunge din nou la București, apoi la Drăgășani. Apoi, împreună cu oamenii lui acoperă întreaga distanță dintre București și Craiova. Cu ei „îi calcă” pe neguțătorii bogați și pe boierii care se aflau în țară, la moșiile lor. Se spune că Tunsu nu omora, nu schingiuia și lăsa păgubașului bani de drum și de cheltuială. Mai mult, zice folclorul, dăruia bani văduvelor cu copii, gazdelor sărace care îl ascundeau, dar avea grijă și de ceată și cheltuia și pe pistoale.

### Încercare de prindere, deces
Generalul Kiseleff a auzit de faptele lui Tunsu și i-a dat ordin ministrului de Interne, Iordache Filipescu, să-l prindă cât mai curând. Ioniță l-a pândit pe Kiseleff la un popas între București și Târgoviște, dar nu l-a împușcat, deși putea. I-a scris generalului: „Capul excelenței tale a fost azi în bătaia puștii mele. N-am voit să te omor, căci omoram pe un părinte iubit de țară.” Kiseleff a dat ordin să fie prins, dar să nu se atingă nimeni de viața lui Tunsu. Agia i-a întins o cursă. A promis o recompensă de 1.000 de lei și scutirea de impozite celui care îl va trăda pe Tunsu. Haiducul a fost trădat de finul său.
La podul Grozăvești îl aștepta potera. Haiducii au fost împușcați. Tunsu și alți doi, răniți, s-au aruncat în apa Dâmboviței. Pe Tunsu l-au gasit aghiotanții lui Kiseleff și l-au dus degrabă la medici. Chinul rănitului a durat până spre dimineață. A fost înmormântat la marginea drumului care ducea spre Spitalul Pantelimon, în apropiere de Mărcuța.